# Sten Stensen
Pour les articles homonymes, voir Stensen.
Sten Stensen, né le 18 décembre 1947 à Drammen, est un patineur de vitesse norvégien notamment quatre fois médaillé olympique.

## Biographie
Aux des Jeux olympiques d'hiver de 1972 organisés à Sapporo au Japon, Sten Stensen remporte les médailles de bronze du 5 000 et du 10 000 mètres. Aux Jeux de 1976, à Innsbruck (Autriche), il est champion olympique sur 5 000 mètres et médaillé d'argent du 10 000 mètres. Stensen est également champion du monde en 1974 et d'Europe en 1975,.

## Palmarès
| Compétition                             | Or             | Argent          | Bronze                         |
| Jeux olympiques                         | 1976 (5 000 m) | 1976 (10 000 m) | 1972 (5 000 m) 1972 (10 000 m) |
| Championnats du monde toutes épreuves   | 1974           | 1973 1976       | 1977                           |
| Championnats d'Europe toutes épreuves   | 1975           | 1976 1978       | –                              |
| Championnats de Norvège toutes épreuves | 1973 1974      | 1976 1977 1978  | 1971 1972                      |

## Records personnels
| Distance      | Temps          | Année |
| ------------- | -------------- | ----- |
| 500 mètres    | 39 s 03        | 1977  |
| 1 000 mètres  | 1 min 23 s 44  | 1973  |
| 1 500 mètres  | 1 min 58 s 72  | 1976  |
| 5 000 mètres  | 7 min 5 s 04   | 1977  |
| 10 000 mètres | 14 min 38 s 08 | 1976  |